# Улица свободного программного обеспечения

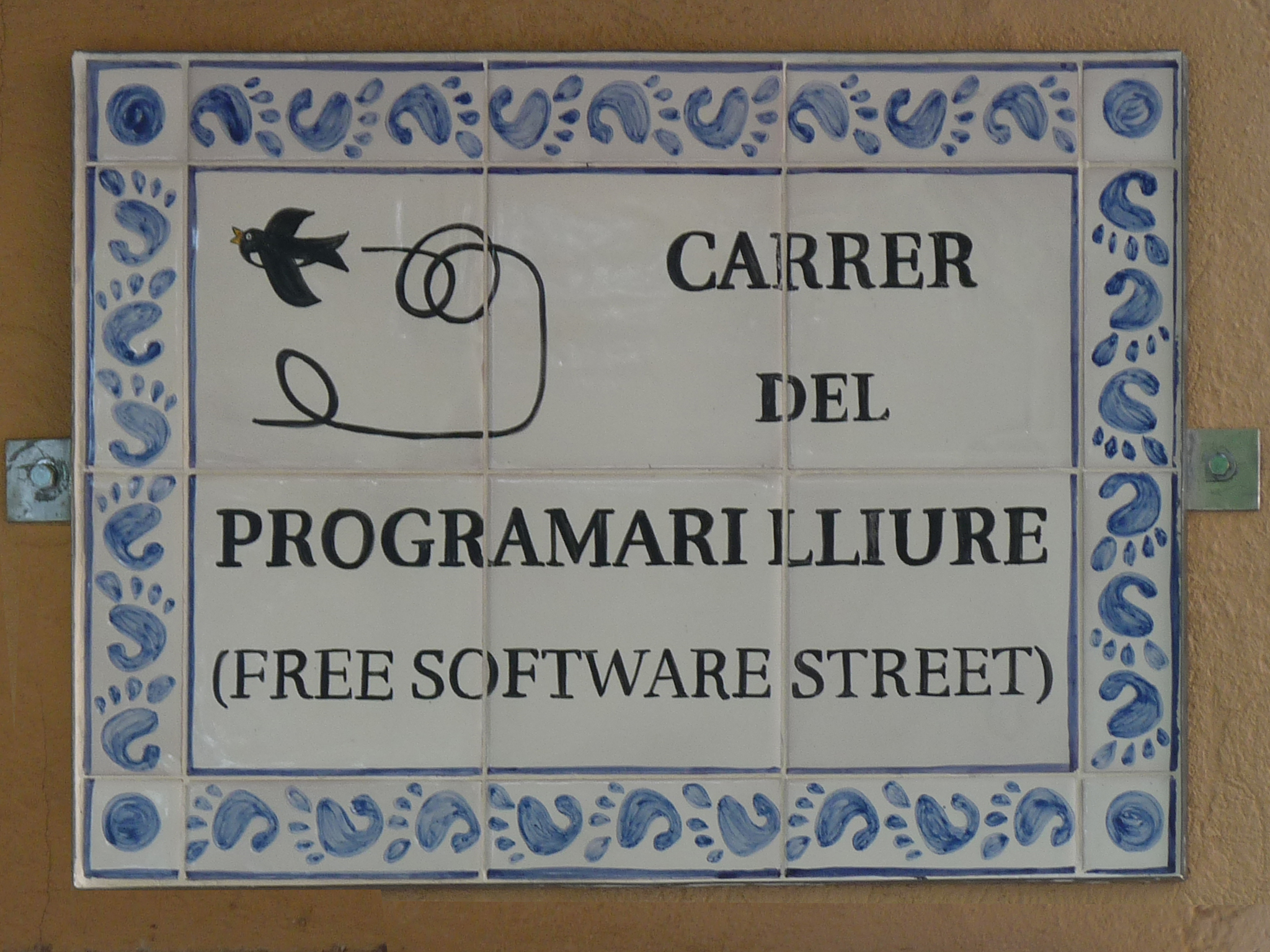
Табличка с названием улицы с логотипом программного обеспечения GNOME, повторяющимся по краю

Улица свободного программного обеспечения (кат. Carrer del Programari Lliure) — улица в городе Берга в Каталонии (Испания). Это первая улица в мире, названная в честь движения за свободное программное обеспечение . Она была официально открыта 3 июля 2010 года.
В длину улица около 300 метров (980 футов). Расположена в реконструированном районе Пла-де-л'Алемани, в юго-западной части города. На этой улице есть большая гостиница (the Berga Park), школа, полицейский участок, несколько офисов, парковая зона и несколько незастроенных участков.

## История
В июне 2009 года Альберт Молина, Ксавьер Гассо и Абель Парера из телецентра Берга организовали первую конференцию, посвящённую свободному программному обеспечению, которая должна была состояться в городе. После конференции они отметили возможность назвать улицу в честь движения за свободное программное обеспечение, и для этого подали заявку в городской совет города Берга.
В январе 2010 года прошла вторая конференция, посвящённая свободному программному обеспечению, и было решено пригласить основателя Фонда свободного программного обеспечения Ричарда Столлмана для участия в запланированных мероприятиях, включая церемонию присвоения улице имени. В то же время успешно завершались переговоры с политиками из городского совета. 10 июня переименование улицы в «Carrer del Programari Lliure» («Улица свободного программного обеспечения») было официально одобрено на пленарном заседании в мэрии при 14 голосах за и 2 воздержавшихся. 
3 июля 2010 года в 20:00 по CET (19:00 по Гринвичу) Ричард Столлман и мэр Берги Джули Гендрау совместно открыли улицу.